# Zrzeszenie Wolnych Badaczy Pisma Świętego
Zrzeszenie Wolnych Badaczy Pisma Świętego – międzynarodowy ruch religijny działający w Polsce od roku 1928. Ruch powstał w Stanach Zjednoczonych w 1918 roku na skutek podziałów wśród Badaczy Pisma Świętego. Wolni Badacze Pisma Świętego tworzą niezależne i autonomiczne zbory, a ich nazwa nawiązuje do braku nadzoru nad zborami ze strony Towarzystwa Strażnica. Nazwa ta została nadana, by odróżnić Wolnych Badaczy Pisma Świętego od innych grup Badaczy Pisma Świętego, z którymi łączą ich korzenie historyczne. W 2022 roku Zrzeszenie Wolnych Badaczy Pisma Świętego liczyło w Polsce 1476 członków, w tym 184 usługujących, skupionych w 51 zborach.

## Historia
Zbory Wolnych Badaczy Pisma Świętego powstały na skutek podziałów w ruchu Badaczy Pisma Świętego, które nastąpiły po śmierci Charlesa T. Russella. Po śmierci pierwszego prezesa Towarzystwa Strażnica, która nastąpiła 31 października 1916 roku, walne zgromadzenie akcjonariuszy 6 stycznia 1917 roku powołało Josepha F. Rutherforda na stanowisko swojego prezesa.
Po kilku miesiącach odwołany z Wielkiej Brytanii pielgrzym Paul S.L. Johnson oraz czterej członkowie zarządu zaczęli podważać pozycję prezesa. 5 stycznia 1918 roku na dorocznym walnym zebraniu odbyły się wybory zarządu Towarzystwa Strażnica, które potwierdziły zwierzchnictwo J.F. Rutherforda nad Towarzystwem. Jednocześnie nikt z jego siedmiu oponentów nie został wybrany przez członków Towarzystwa do siedmioosobowego zarządu. Po przegranych wyborach w trakcie przerwy grupa około 32 niezadowolonych działaczy grupy rozłamowej opuściła walne zebranie statutowe i spotkała się na nieformalnym zebraniu w jednym z salonów hotelu Fort Pitt w Pittsburghu. Spotkanie to przeciągnęło się również na kolejny dzień. Opozycjoniści 6 stycznia 1918 roku wyłonili spośród siebie siedmioosobowy komitet. Postanowił on utworzyć korporację później nazwaną Pastoralny Instytut Biblijny (Pastoral Bible Institute). Doprowadziło to do tworzenia zborów Wolnych Badaczy Pisma Świętego, stojących w opozycji do Towarzystwa Strażnica.
Wolni Badacze Pisma Świętego są ruchem religijnym nie posiadającym zarządu centralnego, lecz w poszczególnych krajach tworzą autonomiczne i niezależne od siebie nawzajem wspólnoty. Z tego względu dokładna liczba członków ruchu jest trudna do oszacowania. Ocenia się, że na całym świecie ruch ten liczy kilkanaście tysięcy wiernych. Od lat. 80 XX wieku z roku na rok światowa społeczność WBPŚw się zmniejsza. W Stanach Zjednoczonych większe wspólnoty występują m.in. w miastach Chicago, Columbus, Detroit czy Los Angeles. Ponadto zbory utrzymujące łączność z Pastoralnym Instytutem Biblijnym czy Dawn Bible Students Association funkcjonują w Argentynie, Australii, Belgii, Brazylii, Francji, Grecji, Indiach, Kanadzie, Niemczech, Rumunii, Mołdawii, Szwajcarii i Wielkiej Brytanii. Spora część ruchu Wolnych Badaczy Pisma Świętego mieszka w Polsce.

### Historia w Polsce

#### Okres do II wojny światowej
W latach 1919–1920 Hipolit Oleszyński (1857–1930), zwolennik Pastoralnego Instytutu Biblijnego, wydawał w Chicago w języku polskim kontestacyjne względem Towarzystwa Strażnica czasopismo „Strażnica”. Z powodu braku środków finansowych po dwóch latach Oleszyński wstrzymał wydawanie swego czasopisma. Ponieważ podważało ono stanowisko Towarzystwa Strażnica zarówno w kwestiach doktrynalnych, jak i organizacyjnych, miało wpływ na podziały w zborach Badaczy Pisma Świętego w Polsce, które zaznaczyły się na początku lat 20. XX wieku, a przybrały na sile w drugiej połowie tej dekady. Pierwszą próbą utworzenia w Polsce zboru Wolnych Badaczy Pisma Świętego była około roku 1920 warszawska grupa Wincentego Kina (ur. 1873 w Dłusku, zm. 10 maja 1922 w Warszawie), który wierzenia Badaczy Pisma Świętego przyjął w Stanach Zjednoczonych za pośrednictwem Hipolita Oleszyńskiego, a do Polski powrócił po roku 1907. Do podziałów przyczyniła się też wizyta w Polsce w latach 1922–1923 Hipolita Oleszyńskiego i Antoniego Sokołowskiego (zm. 1941), wpływowych zwolenników PBI. Po powrocie do Stanów Zjednoczonych w marcu 1924 Oleszyński wznowił w Chicago wydawanie swojego czasopisma, które w maju 1925 roku ze względów prawnych był zmuszony przemianować na „Straż” (nazwa „Strażnica” należała prawnie do Strażnicy – Towarzystwa Biblijnego i Traktatowego). W roku 1925 Sokołowski ponownie odwiedzał zbory w Polsce. Wszystkie te działania utwierdzały rysujące się w Polsce podziały w zborach.

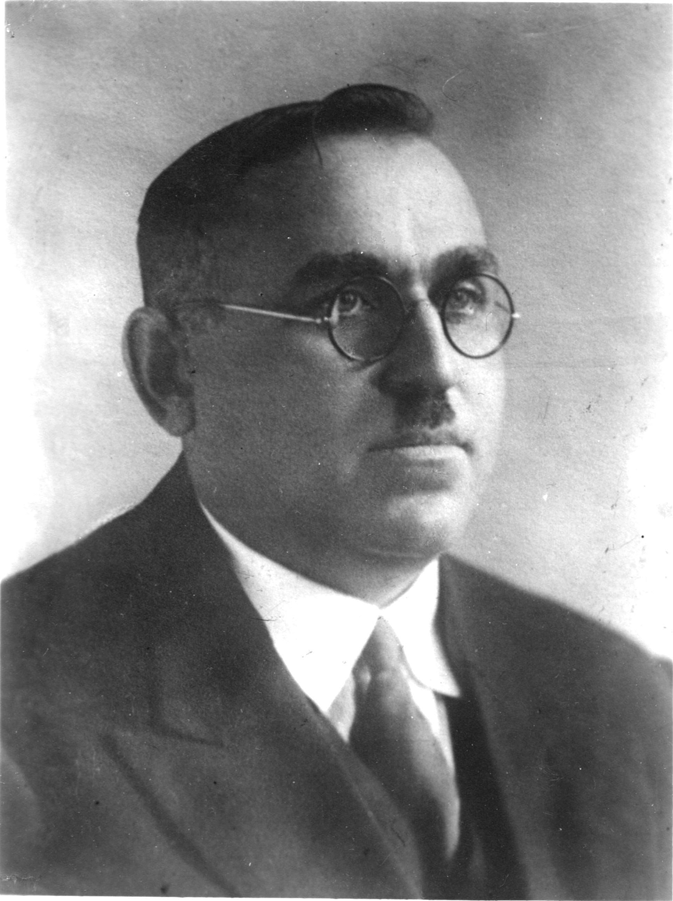
August Stahn (1888–1945)

Ostatecznie zbory Wolnych Badaczy Pisma Świętego zaczął organizować August Stahn (1888–1945), który na polecenie Oleszyńskiego przyjechał do Polski w czerwcu 1927 roku i zatrzymał się w Krakowie. Pod koniec 1927 roku w Krakowie powstał pierwszy samodzielny zbór Wolnych Badaczy Pisma Świętego, który liczył około 25 osób. Chociaż w zborach zaznaczała się wyraźna różnica poglądów, zgromadzano się razem. Stahn doprowadził do ostatecznego podziału w zborach wśród Badaczy Pisma Świętego w Polsce około 1928 roku. W lipcu 1928 roku Stahn uczestniczył w konwencji zorganizowanej przez Świecki Ruch Misyjny „Epifania” we Lwowie, próbując pozyskać członków tego ruchu dla organizowanych przez siebie zborów. 1 i 2 listopada 1928 w Krakowie z udziałem około 200 osób oraz 19 i 20 maja 1929 roku w Warszawie z udziałem 180 uczestników odbyły się pierwsze niezależne konwencje Wolnych Badaczy Pisma Świętego. W dniach 30, 31 października i 1 listopada 1932 roku w Krakowie zorganizowano pierwszą Konwencję Generalną, w której uczestniczyło około 500 osób z całej Polski należących do około 50 zborów. Kolejne Konwencje Generalne zorganizowano w Krakowie w latach 1933, 1935 i 1937. W dniach 4–6 czerwca 1938 w Krakowie zorganizowano pierwszy zjazd braci starszych i przedstawicieli zborów. Drugi taki zjazd miał miejsce w dniach 27–29 maja 1939.
5 stycznia 1929 roku Wolni Badacze Pisma Świętego złożyli wniosek o rejestrację w całym kraju, lecz został on odrzucony. Na tymczasową siedzibę wskazano warszawski adres ul. Pańskiej 38, a na zastępcę wskazano Stanisława Kobylińskiego z ul. Szwedzkiej 37.. Jednak osobno rejestrowano niektóre zbory (np. zbór Białystok w roku 1938).
Pierwsza siedziba związku wyznaniowego mieściła się w Krakowie przy ul. Bonerowskiej 3, w mieszaniu Katarzyny i Zygmunta Jaworskich, gdzie zamieszkał August Stahn. Od roku 1936, wraz z przeprowadzką Stahna do Białegostoku, na ul. Botanicznej 8 w mieszkaniu A. Terechowicza w tym mieście mieściła się siedziba WBPŚw. Od roku 1928 niektórym zborom po uzyskaniu potwierdzenia od Zarządu Badaczy Pisma Świętego w Polsce udawało się reklamować młodych współwyznawców powoływanych do odbycia służby wojskowej, jeśli zbory uzyskały zgodę wojewody.

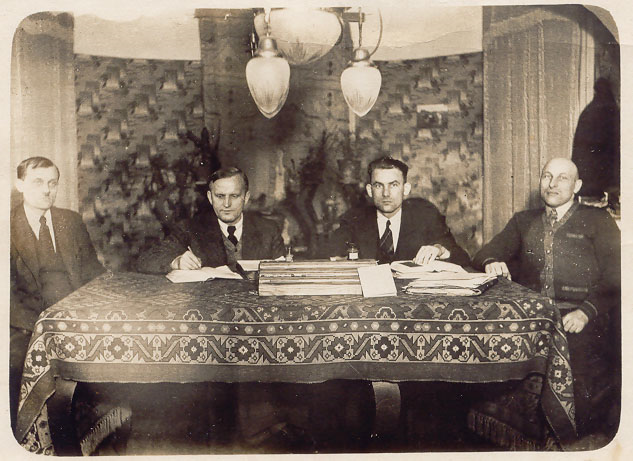
Członkowie zespołu redakcyjnego „Konkordancji biblijnej” (1939). Od lewej: Teodor Bielawski, Jan Gładysek, Józef Lewandowski i Stefan Kloc.

Jeszcze przed wybuchem II wojny światowej brat starszy zboru Wolnych Badaczy Pisma Świętego Teodor Bielawski (1898–1939), zamieszkały w Swarzędzu, wystąpił z inicjatywą opracowania i wydania pierwszej polskiej konkordancji biblijnej. Po przygotowaniu roboczego niewielkiego rękopisu zwrócił się on w tej sprawie do Augusta Stahna, który zorganizował wsparcie finansowe tego przedsięwzięcia od współwyznawców ze zboru Detroit w Stanach Zjednoczonych oraz przydzielił Bielawskiemu do pomocy kilku współpracowników: pielgrzyma Jana Gładyska, Stefana Kloca, Feliksa Lewińskiego, Edwarda Czaplę, Józefa Lewandowskiego i Władysława Szatyńskiego. Prace nad obszernym uzupełnieniem rękopisu Bielawskiego rozpoczęto we wrześniu 1938 roku w Swarzędzu. W 1939 roku do zespołu na kilka tygodni dołączył Antoni Chodakiewicz. Poszczególne części powstającej konkordancji drukowano na bieżąco w drukarni „Kompas” w Łodzi należącej do baptystów. Po intensywnej pracy prowadzonej sześć dni w tygodniu redakcję całości Konkordancji do Biblii gdańskiej zakończono w kwietniu, a prace drukarskie bez oprawiania całości ukończono w czerwcu 1939. Do wybuchu II wojny światowej zespół redakcyjny oprawił i rozesłał kilkadziesiąt egzemplarzy tej konkordancji. Jej wydawcą było Wydawnictwo WBPŚw „Straż” z Białegostoku. Po wojnie wspólnie z Kościołem Chrześcijan Baptystów oprawiono ocalałe w magazynach drukarni „Kompas” egzemplarze i rozdzielono je pomiędzy oba związki wyznaniowe. Zrzeszenie Wolnych Badaczy Pisma Świętego wydało konkordancję ponownie w swoim wydawnictwie „Na Straży” w latach 1965 i 1982 w Krakowie. Czwarte wydanie, będące kopią wydania z roku 1939 wydało Wydawnictwo „Znaki Czasu” w Warszawie w roku 1982 i w Gliwicach w 1991.

### Okres II wojny światowej
W okresie II wojny światowej do zborów przestało docierać czasopismo „Straż” drukowane w Stanach Zjednoczonych. Wkrótce po rozpoczęciu okupacji niemieckiej w Krakowie Stanisław Draguła zgłosił lokalny zbór do władz okupacyjnych i uzyskał zezwolenie na przeprowadzanie nabożeństw. Zbór zgromadzał się w sali przy ul. Krakowskiej 26 do 1 czerwca 1941 roku, gdy zakazano działalności wszelkim niezarejestrowanym związkom wyznaniowym, w tym także przeprowadzania zebrań religijnych. Od tej pory na terenie całego kraju zebrania urządzano w niewielkich grupach i zaprzestano działalności zborowej. Zmniejszało to ryzyko aresztowań.
W okresie czystek etnicznych na kresach wschodnich 30 sierpnia 1943 roku w Holendrach Świerżowskich i Zamosteczu banderowcy wymordowali 16 członków zboru lub ich dzieci będących potomkami osadników holenderskich. Zbór ten przed rokiem 1925, jeszcze nim nastał okres podziałów w ruchu badackim w Polsce, liczył około 60 osób narodowości polskiej, ukraińskiej i niemieckiej. W trakcie wojny, przed tymi tragicznymi wydarzeniami, około 30 członków zboru wyjechało do Niemiec. W roku 1945 na skutek czystki etnicznej, wyprowadzek oraz zsyłki w Holendrach nie było już nikogo z członków zboru.
W marcu 1943 roku August Stahn, już wcześniej wielokrotnie przesłuchiwany przez Gestapo, został aresztowany i osadzony w obozie koncentracyjnym Auschwitz-Birkenau, gdzie został oznaczony fioletowym trójkątem. Zmarł na skutek pobicia przez kapo około 28 marca 1945 roku w obozie Mittelbau-Dora, na krótko przed wyzwoleniem obozu przez wojska amerykańskie. Pod koniec czerwca 1944 roku do obozu na Majdanku trafili J. Babij, Jan i Józef Kurygowie, Jan Mielech, br. Fil oraz Jan Gumiela, członkowie zboru w Biszczy, omyłkowo przez władze niemieckie uznani za partyzantów. Wszyscy zostali wyzwoleni 23 lipca i powrócili do domu. Natomiast inni członkowie tego zboru, Mikołaj i Dymitr Komanowscy oraz Jan Kulanica, po przejściu frontu zostali wcieleni do armii radzieckiej i skazani na karę śmierci za odmowę posługiwania się bronią. Komarowscy zostali rozstrzelani, natomiast Kulanica szczęśliwie przeżył egzekucję.

#### Okres powojenny
W maju 1945 roku zaczęto ponownie organizować konwencje. W roku 1946 zorganizowano 22 konwencje. Od 20 do 22 lipca 1946 roku w miejscowości Chrzanów-Kąty odbyła się pierwsza powojenna Konwencja Generalna, w której uczestniczyło około 2000 osób. Na tej konwencji postanowiono zerwać społeczność z Polish Bible Student Association (polskim Stowarzyszeniem Badaczy Pisma Świętego w Ameryce), które powstało w Detroit we wrześniu 1942 roku z połączenia zborów współpracujących z korporacjami PBI i Dawn. Ten stan utrzymał się do kolejnej Konwencji Generalnej zorganizowanej w roku 1960. Po II wojnie światowej od roku 1948 siedziba związku wyznaniowego mieściła się w sali zebrań krakowskiego zboru przy ul. św. Filipa 13. Jesienią 1945 roku władza radziecka aresztowała we Lwowie i wywiozła na 10 lat do Kazachstanu lub na Sybir członków lwowskiego zboru polskiego pochodzenia przed ich repatriacją do Polski.
W roku 1949 jedna z konwencji Zrzeszenia zorganizowana przez zbór lubelski odbyła się w dniach 25 i 26 czerwca w Zemborzycach pod Lublinem. Uczestniczyło w niej około 250–300 osób głównie z województwa lubelskiego. W nocy z 25 na 26 czerwca bliżej niezidentyfikowana kilkuosobowa grupa zbrojna inspirowana fanatyzmem religijnym ostrzeliwując z broni maszynowej śpiących w stodole uczestników konwencji w Zemborzycach zabiła 3 osoby, a 11 raniła (w tym jedną ciężko). Sprawcy tej zbrodni pozostali nierozpoznani. Pogrzeb ofiar napadu zbiegł się w czasie z tzw. „cudem lubelskim”, gdy na obrazie Matki Boskiej Płaczącej w archikatedrze w Lublinie rzekomo miały pojawić się łzy, co przyczyniło się do słownego znieważania i czynnego atakowania uczestników pogrzebu. Zdarzenie w Zemborzycach utrudniło organizowanie kolejnych konwencji zwłaszcza Generalnych, które od tego czasu zgodnie z nakazem władz miały się odbywać wyłącznie w miastach, w odpowiednio przygotowanych lokalach.
W roku 1950 nastąpiła w Polsce zmiana polityki wyznaniowej państwa wobec związków religijnych. W lipcu 1950 Urząd Bezpieczeństwa aresztował i umieścił w więzieniu Powiatowego Urzędu Bezpieczeństwa w Krakowie pielgrzyma Józefa Lewandowskiego (1910–1973), który odwiedził z wykładem biblijnym zbór w Niepołomicach. 14 października został on wypuszczony z więzienia, jednak nie zwrócono mu dowodu osobistego. Po wyjściu z budynku został wylegitymowany i ponownie aresztowany na kolejne trzy miesiące oraz oskarżony o szpiegostwo na rzecz obcego wywiadu. 16 lipca 1950 pielgrzym Zrzeszenia Henryk Grudzień (1923–2002, syn Mikołaja Grudnia) został aresztowany w trakcie odwiedzania zborów w województwie lubelskim i przez ponad pół roku był więziony w piwnicach UB na Zamku Lubelskim. Został aresztowany pod zarzutem szpiegostwa i współpracy z obcym wywiadem. W 1951 roku Zrzeszenie Wolnych Badaczy Pisma Świętego liczyło 3169 członków. W latach 50. niektórzy młodzi mężczyźni powoływani do odbycia służby wojskowej, jeśli odmawiali służby z bronią w ręku, byli z tego względu skazywani na kilkuletnie kary więzienia lub kierowani do obozów pracy.
W wyniku przemian politycznych w kwietniu 1958 roku uzyskano zezwolenie na wydawanie dwumiesięcznika ZWBPŚw, a w czerwcu powołano zespół redakcyjny nowego pisma. Pierwszy numer czasopisma nazwanego „Na Straży” ukazał się w październiku 1958 roku. Pierwszym redaktorem naczelnym pisma został Stanisław Kaleta (1923–1996). Pierwszy numer osiągnął nakład 3000 egzemplarzy. W listopadzie 1959 roku zorganizowano nadzwyczajne zebranie starszych.
Druga powojenna Konwencja Generalna odbyła się w dniach 1–3 lipca 1960 w miejscowości Młoszowa, powiat chrzanowski. Uczestniczyli w niej I.J. Rycombel i S.F. Tabaczyński reprezentujący Stowarzyszenie Badaczy Pisma Świętego w Ameryce. Do zarządu Zrzeszenia wybrano wówczas Jana Gumilę (przewodniczący), Henryka Grudnia (zastępca), Stanisława Dragułę (sekretarz), Jana Ciechanowskiego (skarbnik) oraz Tomasza Leśnikowskiego (księgarz). Od tego roku Konwencje Generalne są organizowane regularnie co dwa lata. Rejestracja wyznania w Polsce nastąpiła w roku 1960. Legalne funkcjonowanie grup powstałych w wyniku podziałów w ruchu Badaczy Pisma Świętego miało na celu osłabianie aktywnych i szybko rozwijających się w Polsce Świadków Jehowy, a także było obliczone na przejęcie części członków tego wyznania. Po wprowadzeniu stanu wojennego, w październiku 1982 roku podczas spotkania z m.in. Adamem Łopatką, kierownikiem Urzędu do Spraw Wyznań przewodniczący Zrzeszenia Adam Ziemiński z uznaniem odniósł się do idei Patriotycznego Ruchu Odrodzenia Narodowego oraz pozytywnie ocenił działania rządu. 19 stycznia 1990 Zrzeszenie Wolnych Badaczy Pisma Świętego zostało wpisane do rejestru kościołów i innych związków wyznaniowych MSWiA w dziale A, pod numerem 2.
W dniach od 10 do 14 lipca 1982 grupa delegatów z Polski uczestniczyła w pierwszej Konwencji międzynarodowej w Kufstein w Austrii, na której zgromadziło się 280 osób z 13 krajów. Jesienią 1982 roku przy zborze krakowskim powstał Chór „SELA” wykonujący pieśni religijne na konwencjach Zrzeszenia oraz dokonujący nagrań muzycznych (na początku na kasetach magnetofonowych, a później na płytach CD). W latach 80. postanowiono wybudować dom opieki na potrzeby osób starszych lub przewlekle chorych. Rozbudowę dworku w Miechowie przeznaczonego na ten cel przez członkinię ruchu Katarzynę Popławską rozpoczęto w roku 1986. Dom Pomocy Społecznej „Betania” w Miechowie dla 85 pensjonariuszy udostępniono w czerwcu 1994 roku. 
W roku 1996 wydawnictwo Na Straży wydało polską wersję konkordancji Stronga dla Nowego Testamentu (wydanie II – 2007, wydanie III – 2014) opartą na tekście Biblii gdańskiej, zgodnie z edycją tego przekładu z roku 1959. Stary Testament w tej konkordancji wydano w dwóch tomach w roku 2004 (wydanie II – 2017). Konkordancja ta została uszeregowana według słów greckich i hebrajskich, a została opublikowana jako „Biblia w systemie Stronga”.
W latach 2004–2013 siedziba związku wyznaniowego mieściła się w Krakowie przy ul. Nowosądeckiej 74. Od 1 listopada 2013 roku Biuro Zrzeszenia Wolnych Badaczy Pisma Świętego zostało przeniesione do nowo oddanego budynku Domu Modlitwy krakowskiego zboru przy ul. Nad Serafą 27. Przewodniczącym Zarządu Zrzeszenia Wolnych Badaczy Pisma Świętego jest Henryk Szarkowicz.
13 i 14 lipca 2019 roku w Wieliczce odbyła się XXXI Konwencja Generalna Zrzeszenia Wolnych Badaczy Pisma Świętego.

## Konwencje międzynarodowe

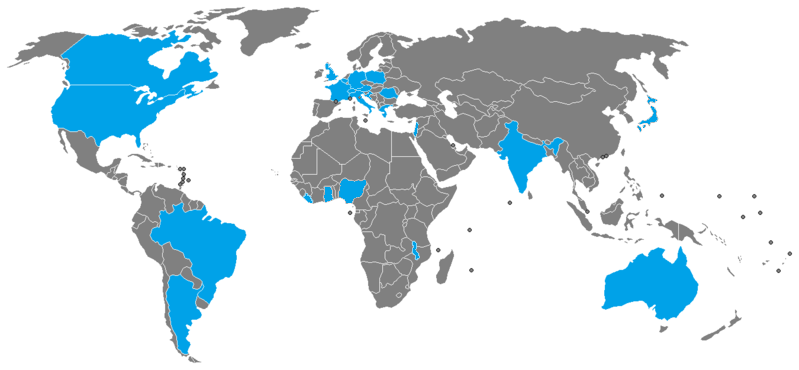
Kraje, w których istnieją zbory Wolnych Badaczy Pisma Świętego

W roku 1978 w Stanach Zjednoczonych powstał zamysł organizowania konwencji międzynarodowych. Inicjatorem pomysłu był mieszkający w Chicago Carl Hagensick (1934–2008). Powołano sześcioosobowy komitet organizacyjny, w składzie którego znalazło się po jednym przedstawicielu z Anglii, Francji, Grecji, Niemiec, Polski i Stanów Zjednoczonych. Konwencje międzynarodowe są organizowane co dwa lata na terenie Europy od roku 1982. Do roku 2018 odbyło się 19 takich konwencji. Zostały one zorganizowane w Austrii (1982, 1984), Francji (1992, 1994), Holandii (1988), Niemczech (1986, 1990), Rumunii (2010, 2012), na Węgrzech (1996, 1998) i w Polsce (2000, 2002, 2004, 2006, 2008, 2014, 2016, 2018). W konwencjach tych uczestniczyli delegaci z Anglii, Argentyny, Australii, Austrii, Belgii, Brazylii, Danii, Finlandii, Francji, Grecji, Holandii, Indii, Izraela, Japonii, Kamerunu, Kanady, Litwy, Mołdawii, Niemiec, Nigerii, Polski, Rumunii, Rosji (Syberia), Ugandy, Ukrainy, Stanów Zjednoczonych i Włoch. 
W pierwszej konwencji w Kufstein w Austrii uczestniczyło 280 osób z 13 państw, w drugiej w Obsteig również w Austrii 441 osób (w tym: 7 z Anglii, 6 z Austrii, 5 z Australii, 5 z Belgii, 1 z Danii, 89 z Francji, 17 z Grecji, 2 z Holandii, 11 z Kanady, 26 z Niemiec Zachodnich, 2 z Niemiec Wschodnich, 149 z Polski, 114 ze Stanów Zjednoczonych, 3 ze Szwajcarii oraz 14 z Włoch). Na kolejnych liczba obecnych rosła do 900. Na konwencjach organizowanych w Polsce liczba osób uczestniczących przekraczała tysiąc. W dniach od 7 do 12 sierpnia 2018 roku XIX Konwencja Międzynarodowa odbyła się w Polsce, w Szczyrku. Uczestniczyło w niej 711 osób (w tym 18 z Anglii, 18 z Australii, 9 z Austrii, 2 z Brazylii, 1 z Finlandii, 32 z Francji, 10 z Indii, 2 z Kamerunu, 9 z Kanady, 39 z Mołdawii, 19 z Niemiec, 328 z Polski, 104 z Rumunii, 2 z Ugandy, 26 z Ukrainy, 85 ze Stanów Zjednoczonych i 2 z Włoch). Znaczną część uczestników z innych krajów stanowili przedstawiciele Polonii.
Kolejna konwencja międzynarodowa odbyła się w dniach od 5 do 9 sierpnia 2020 w Szczyrku.

## Charakterystyka ruchu
Zrzeszenie Wolnych Badaczy Pisma Świętego to niezależna społeczność chrześcijan badających Pismo Święte. Społeczność tę tworzą zbory, które są samodzielne i niezależne pod względem organizacyjnym i gospodarczym, łączy je jedynie miłość do Chrystusa. Zrzeszenie Wolnych Badaczy Pisma Świętego zajmuje się działalnością ewangelizacyjną. Środki materialne potrzebne do prowadzenia swojej działalności zrzeszenie pozyskuje z dobrowolnych składek swoich członków. Członkowie spotykają się na coniedzielnych zebraniach w zborach będących najmniejszymi autonomicznymi jednostkami organizacyjnymi zrzeszenia. Podczas wspólnych spotkań zajmują się głównie studiowaniem Biblii (poprzez zadawanie pytań, w formie dyskusji) oraz słuchaniem wykładów na tematy biblijne.
Zbory ZWBPŚw mają ustrój kongregacjonalny. Same ustalają własny porządek spotkań oraz są odpowiedzialne za wybór osób sprawujących porządek i usługę spośród członków własnego zboru (starsi zborowi i diakoni). Najwyższą władzą Zrzeszenia Wolnych Badaczy Pisma Świętego jest Walne Zgromadzenie Członków Zrzeszenia (Konwencja Generalna), które jest zwoływane co najmniej raz na pięć lat. Poza Walnymi Zgromadzeniami są zwoływane Zjazdy Braci Starszych, Diakonów i Przedstawicieli Zborów organizowane przy Walnych Zgromadzeniach jak też oddzielnie. Organem wykonawczym i koordynującym działalność zborów jest Zarząd Zrzeszenia, natomiast na zewnątrz zrzeszenie jest reprezentowane przez Prezydium Zarządu.

### Przewodniczący Zarządu Zrzeszenia
Przewodniczący Zarządu są wybierani na Konwencjach Generalnych do czasu zorganizowania kolejnej takiej konwencji.
- 1928–1945 – August Stahn (1888–1945)
- 1946–1949 – Mikołaj Grudzień (1897–1949)
- 1949–1975 – Jan Gumiela (1910–1975)
- 1976–1984 – Adam Ziemiński (1920–1987)
- 1984–1991 – Henryk Kamiński (1922–2010)
- 1991–2003 – Zdzisław Kołacz (ur. 1933- 2021)
- 2003–2011 – Edward Pietrzyk
- 2011–2017 – Waldemar Szymański (1957–2019)
- od 2017 – Henryk Szarkowicz

## Działalność wydawnicza
Od 1958 roku Zrzeszenie Wolnych Badaczy Pisma Świętego posiada też własne wydawnictwo o nazwie „Na Straży”, zajmujące się publikacją materiałów religijnych. Wydaje trzy czasopisma ukazujące się jako dwumiesięczniki: „Na Straży” o nakładzie 750 egz., „Wędrówka” (przeznaczone dla młodzieży) – 360 egz. oraz „The Herald” (tłumaczenie czasopisma Pastoralnego Instytutu Biblijnego) – 400 egz. Wydawane są także książki i broszury o treści religijnej. W 2008 roku wydawnictwo „Na Straży” rozpoczęło dystrybucję pisma „Poranek” wydawanego w Stanach Zjednoczonych przez Dawn Bible Students Association.
Publikacje wydane przez Wolnych Badaczy Pisma Świętego:
- „Konkordancja biblijna” do Biblii gdańskiej (Straż: 1939; Na Straży: 1965, 1982)
- „Biblia gdańska w systemie Stronga”: NT: 1997, 2007, 2014; ST: 2004, 2017
- „Cienie Przybytku 'Lepszych Ofiar'” (wznowienie publikacji wydanej przez Badaczy Pisma Świętego), 1949;
- „Pytania i odpowiedzi biblijne” (broszura);
- „Komentarze do Biblii” 1980, Kraków;
- „Niebiańska Manna, Czyli Rozmyślania na każdy dzień roku dla domowników wiary” (wznowienie publikacji wydanej przez Badaczy Pisma Świętego), 1995, Kraków;
- „Wykłady Pisma Świętego” (wznowienia publikacji wydanych przez Badaczy Pisma Świętego);
- „Pieśni Wieczorne”, 2003, Kraków;
- „Charles Taze Russell – jego życie i czasy. Człowiek, Millennium i posłannictwo”, Fredrick Zydek, Wydawnictwo „Straż”, 2016, Białogard;
- Czasopisma: „Na Straży”[48], „Wędrówka”[48], „The Herald”[48], „Straż”[48].

## Podstawy wiary
Wolni Badacze Pisma Świętego są społecznością religijną, która swoją wiarę wywodzi z Biblii. Przyjęli następujące zasady wiary:
- jest jeden Bóg Wiekuisty, Stworzyciel wszechrzeczy – odrzucają Trójcę, przyznają, że Jezus ma naturę boską, ale nie jest równy JHWH, opierając to twierdzenie m.in. na Liście do Filipian 2:6 i Ewangelii Jana 14:28[49][50];
- Jezus Chrystus podczas swojego pobytu na ziemi był doskonałym człowiekiem (tak jak Adam)[50];
- Jezus Chrystus jest Synem Boga Ojca, złożył swoje życie jako okup za Adama, a w nim za cały rodzaj ludzki[49];
- uważają, że Duch Święty nie jest osobą, lecz Mocą Bożą[49];
- chrzest przyjmowany przez dorosłych (samodzielność decyzji) – rozumiany jest jako odwrócenie się od grzechu i przystąpienie do ofiary Chrystusa[49][50];
- osobisty kontakt z Bogiem jest podstawą Zbawienia – brak kasty kleru, obrzędów mistycznych[49];
- dusza jest śmiertelna, każda dusza umiera – nie ma piekła jako miejsca „wiecznych mąk” i czyśćca – patrz Księga Ezechiela 18:4, 20[49];
- odrzucenie kultu Maryjnego, świętych, papieży itp. jako niezgodnego z nauką biblijną[49];
- powszechne „ogólne” zmartwychwstanie ludzkości w świecie poddanym restytucji (przywróceniu do pierwotnego doskonałego stanu)[49][50];
- w wybór Kościoła, w liczbie 144 000 osób powołanych, wypróbowanych na ziemi, czyli Oblubienicy Chrystusowej, osiągającej naturę Boską (nieśmiertelność);
- wierzą, że restytucja ludzkości będzie odbywała się po zmartwychwstaniu wszystkich ludzi w okresie zwanym Tysiącleciem (Wiekiem Tysiąclecia)[49].

## Statystyki

### Liczba członków ruchu w Polsce
Pomiędzy rokiem 1948 a 1977 liczebność Wolnych Badaczy Pisma Świętego przekraczała 3000 osób. Od tego czasu następuje spadek liczby członków ruchu.
Dane na podstawie rocznika statystycznego GUS
- liczba członków ruchu (liczby nad słupkami na wykresie),
- liczba usługujących w zborach (ciemniejszym odcieniem, liczby na słupkach wykresu).

Wartości opisów na wykresie podano w jednościach: